# Russula rosea
Russula rosea (Christian Hendrik Persoon, 1796), sin. Russula lepida (Elias Magnus Fries, 1836), este o specie de ciuperci comestibile din încrengătura Basidiomycota în familia Russulaceae și de genul Russula care coabitează, fiind un simbiont micoriza (formează micorize pe rădăcinile arborilor). Ea este denumită în popor pâinișoara oilor, sau bureți de spin, Ciuperca se poate găsi în România, Basarabia și Bucovina de Nord oriunde în păduri de foioase, acolo în special sub mesteceni și fagi precum în cele de conifere sub pini, de la câmpie la munte, din iunie până în octombrie.

## Taxonomie

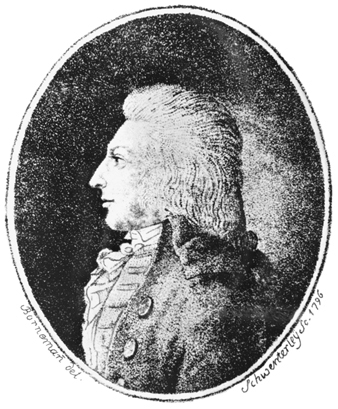
Chr. Persoon

Această ciupercă a fost descoperită și catalogată de savartul german Jacob Christian Schäffer în volumul 4 al marii sale opere Fungorum qui in Bavaria et Palatinatu circa Ratisbonam nascuntur Icones din 1774. Dar după ce taxonomia încă nu a corespuns școlii lui Carl von Linné. 
Onoarea de a fi stabilit criteriile corect ca Russula rosea a avut-o astfel renumitul micolog suedez Christian Hendrik Persoon. Descrierea se poate citi în volumul 1 al lucrării sale Observationes mycologicae din 1796.
Buretele a apărut în continuare sub mai multe alte denumiri care au fost schimbate chiar de același autor, caracterizând-o adesea oară și ca variație (cu toate acceptate sinonim). Numele binomial actual (2018) este acela a lui Persoon. S-au ținut numai puțini alți sinonimi ca de exemplu Russula rosacea, nume dat de Samuel Frederick Gray în cartea sa A natural arrangement of British plants din 1821, Russula lepida descrisă de Elias Magnus Fries în opera sa Anteckningar öfver de i Sverige växande ätliga Svampar sau Russula incarnata a lui Lucien Quélet (1882).
Epitetul specific se trage din adjectivul latin (latină roseus=roz, trandafiriu, datorită aspectului cuticulei.

## Descriere

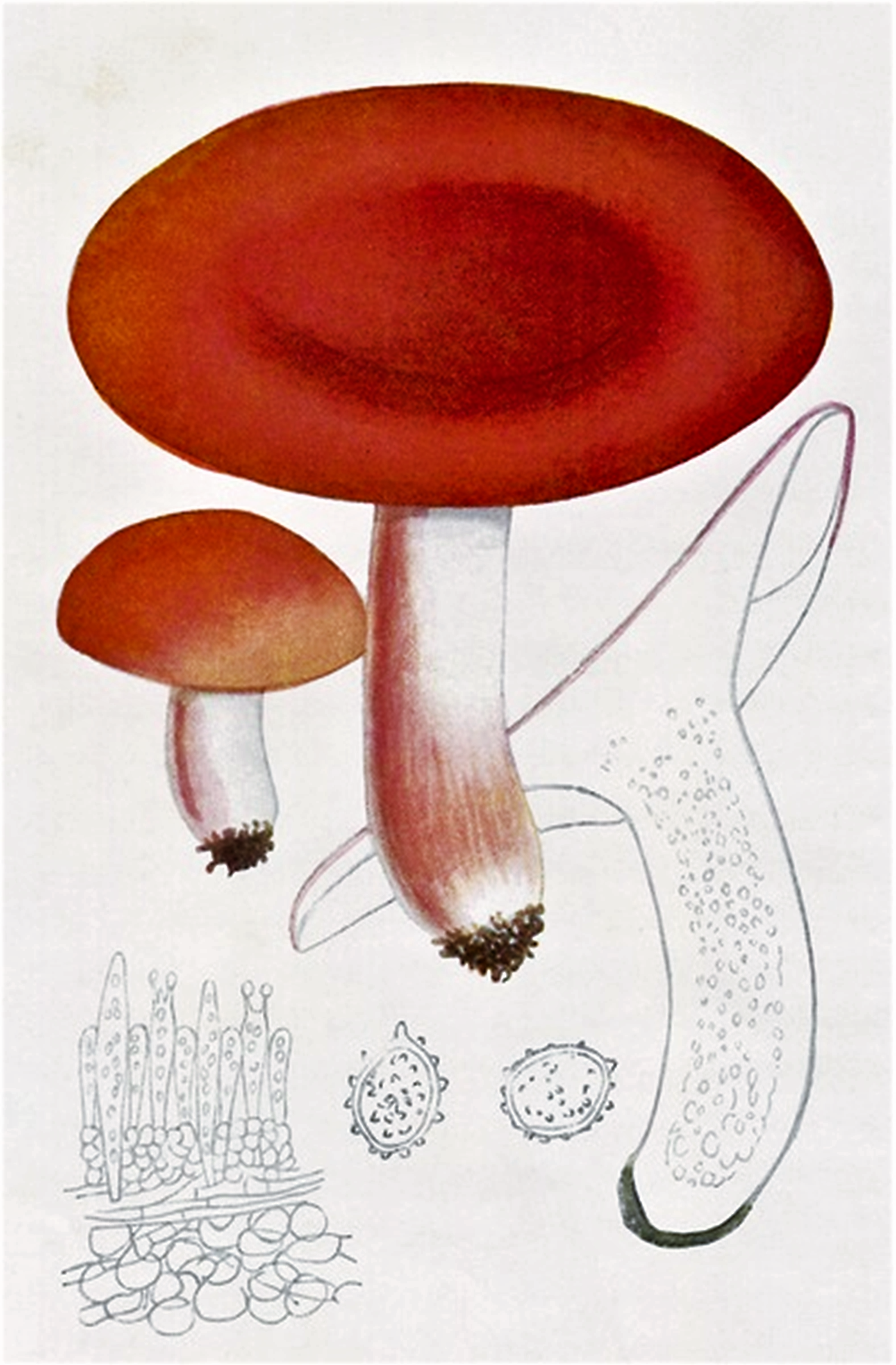
Bres.: Russula lepida

- Pălăria: este de mărime medie pentru ciuperci plin dezvoltate cu un diametru de aproximativ 5-14 cm, inițial semisferică cu marginea răsfrântă spre picior, apoi boltită, în sfârșit plată și regulată cu margini atunci lobate si  cu înaintarea în vârstă acolo cu caneluri din ce în ce mai vizibile. Nu este adâncită în centru. Cuticula este netedă, uscată și catifelată, prezintă culori de la roșu-aprins la roz-închis, în tonalități câteodată mai vii în mijloc. Are zone decolorate, diferite în întindere, albe, rareori totalmente albicioase. Cuticula nu se poate îndepărta deloc.
- Lamelele:  sunt foarte dese, fragile și sfărâmicioase, deseori bifurcate, nu prea înalte și ușor aderente la picior, rotunjite obtuz la margine precum îngustate spre tijă. Coloritul este pentru mult timp alb, devenind crem-deschis la bătrânețe.
- Piciorul: are o înălțime de 4-10 cm și o lățime de 1,2-3,7 cm, fiind cilindric, cărnos, tare și plin, foarte consistent și fragil, fără manșetă, deseori cu aspect zgrunțuros și ușor îngroșat la bază. El este de obicei alb, dar poate fi colorat și cu dungi verticale cărămizii sau roze.
- Carnea: este densă și foarte compactă, câteodată chiar granuloasă, cu miros de fructe și cu gust plăcut amărui. Buretele cules sub pin este în plus ceva rășinos. Coloritul ei este în permanență alb, necolorându-se la contact cu aerul.
- Caracteristici microscopice: are spori cu o mărime de 8-9 x 7-8 microni, ovoidali până aproape sferici, acoperite de mulți negi destul de înalți (de până la 0,5 μm) care sunt conectați prin linii și crestături între ei, formând astfel o rețea bine dezvoltată. Culoarea pulberii lor este de un crem palid. [4][5]
- Reacții chimice: Buretele se decolorează cu sulfat de fier într-un ocru-roz palid.[12]

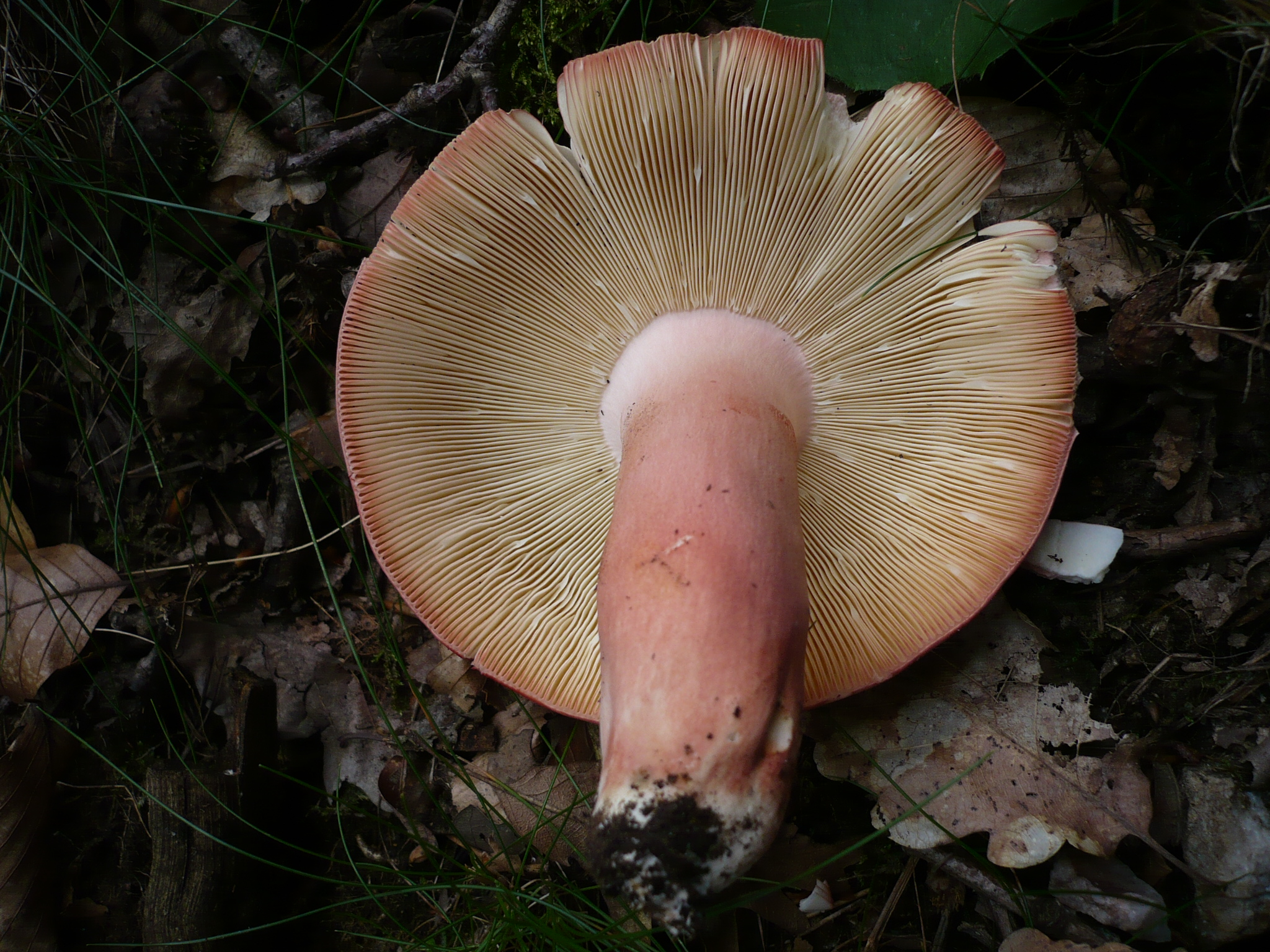
R. rosea, lamele și picior
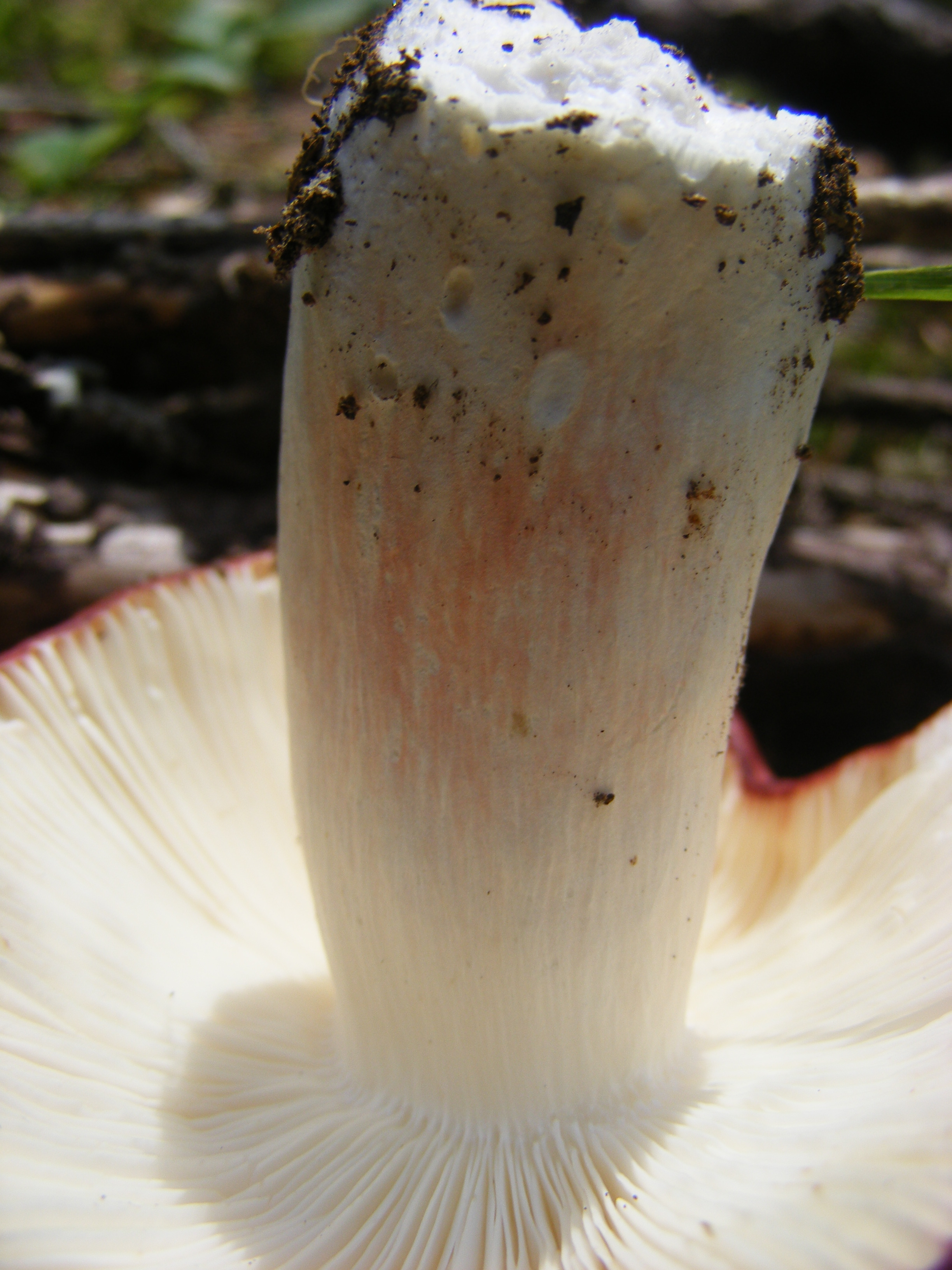
R. rosea, picior rupt
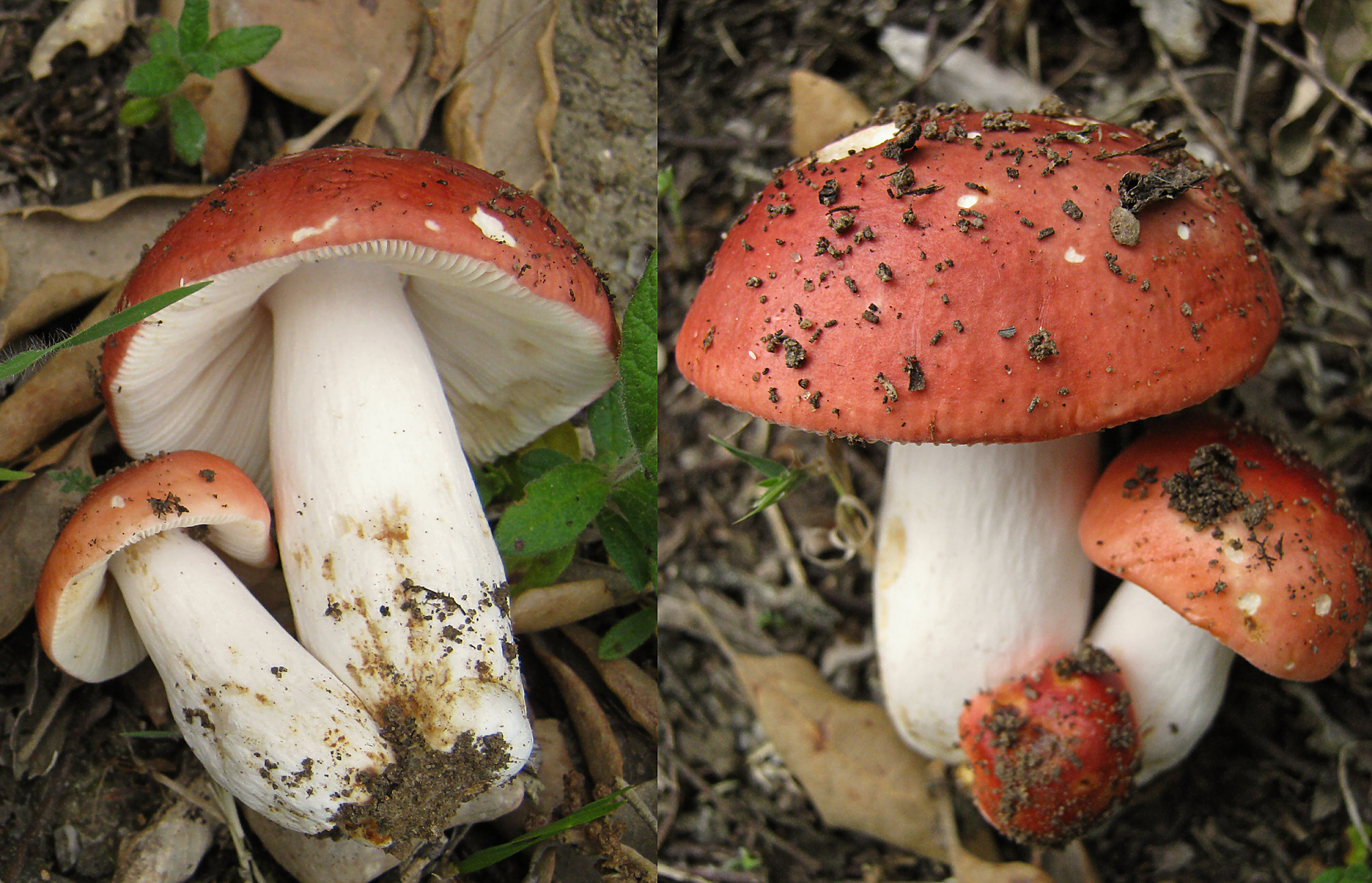
R. rosea tinere și mature
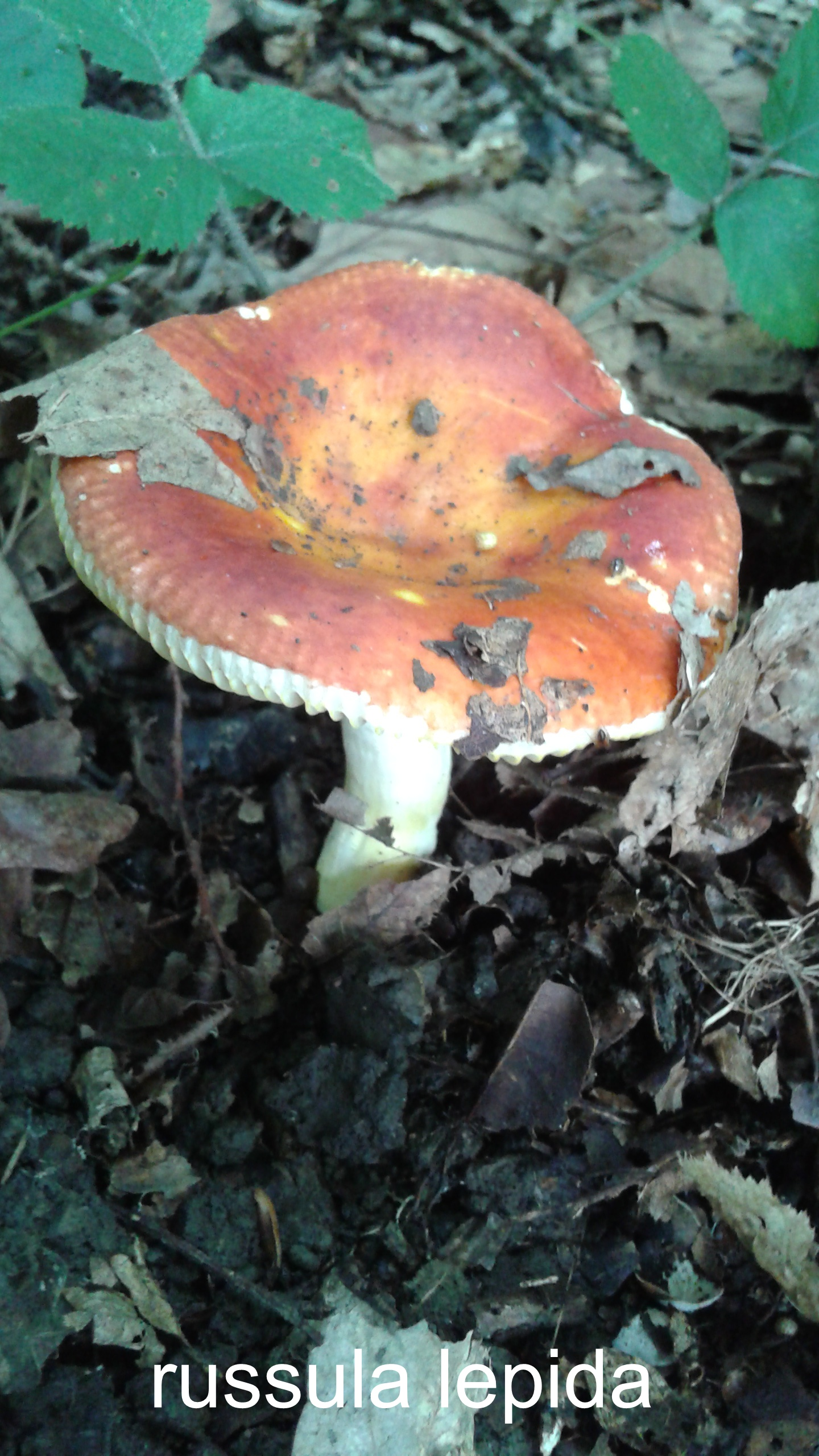
R. lepida bătrână

## Confuzii
Russula rosea ar putea fi confundată între altele cu soiurile comestibile Russula aurea, Russula decipiens, Russula decolorans, Russula flava, Russula integra, Russula mustelina, Russula paludosa, Russula vesca sau Russula xerampelina. 
Dar de asemenea soiul poate fi confundat cu specii iute sau otrăvitoare ca Russula emetica (cea mai toxică), Russula fragilis, Russula luteotacta, Russula mesospora sin. Russula intermedia, Russula persicina, Russula pseudointegra, Russula rhodopus, Russula rubra, Russula sanguinea respectiv Russula violacea. Russula.badia sin. Russula friesii este necomestibilă din cauza mirosului (miroase ca o cutie de țigări după cedru), dar și gustul este neplăcut.
În plus, pâinișoara oilor este adesea oară confundată cu Russula amarissima sin. Russula lepida var. amara care este necomestibilă din cauza mirosului (miroase ca o cutie de țigări după cedru), dar și gustului extrem de amar. Ea se dezvoltă pe soluri calcaroase precum sărace în elemente nutritive numai sub fagi.

## Specii asemănătoare

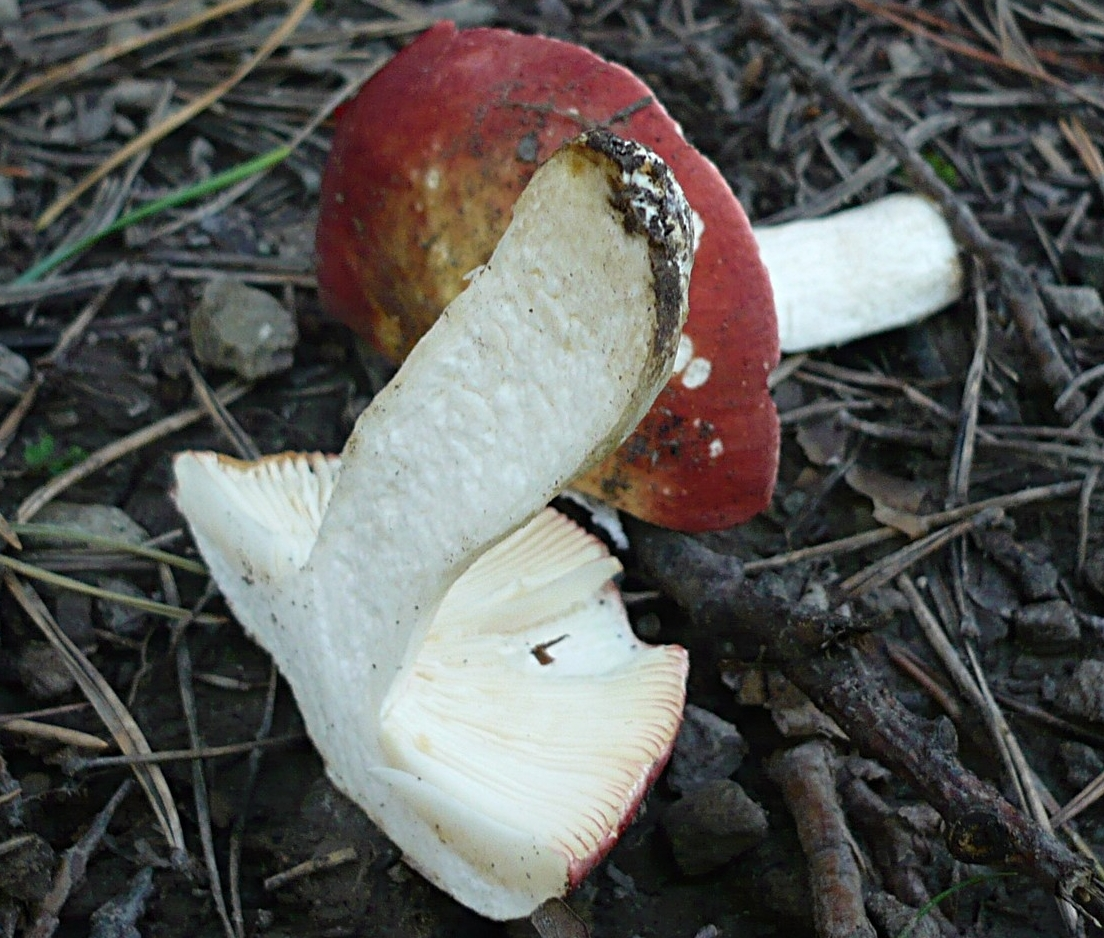
!Russula amarissima!
Russula decipiens
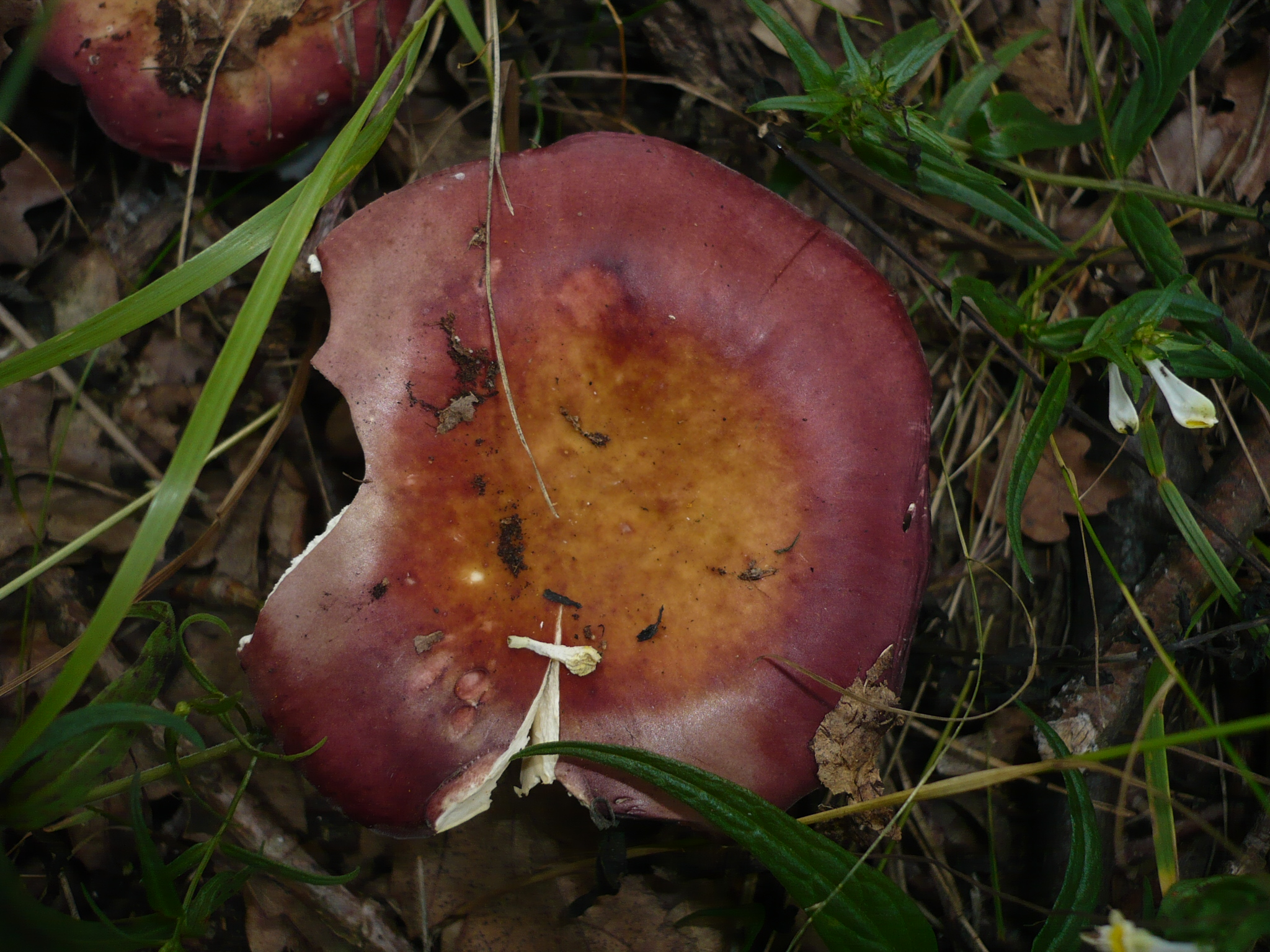
Russula decolorans
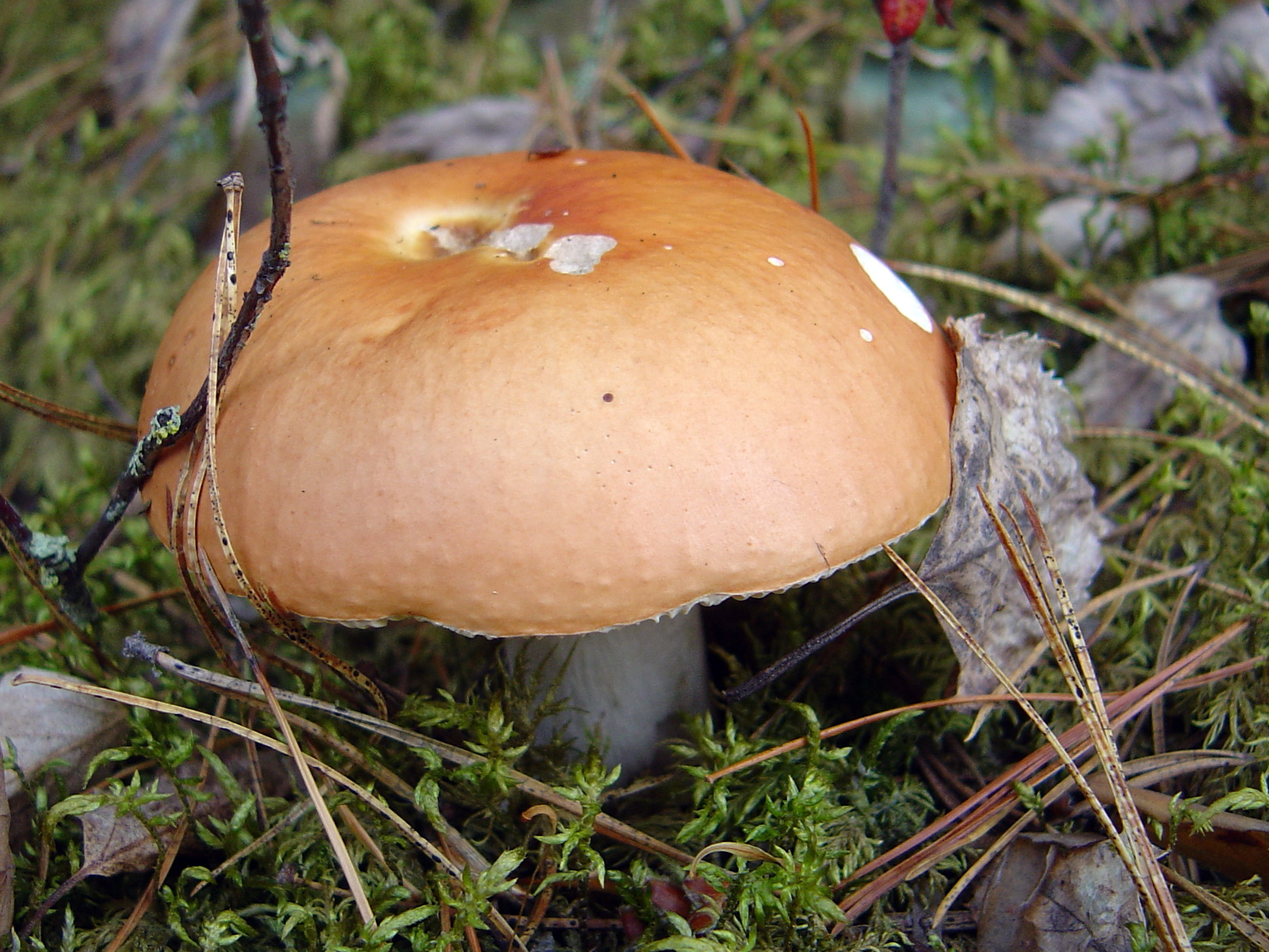
Russula integra
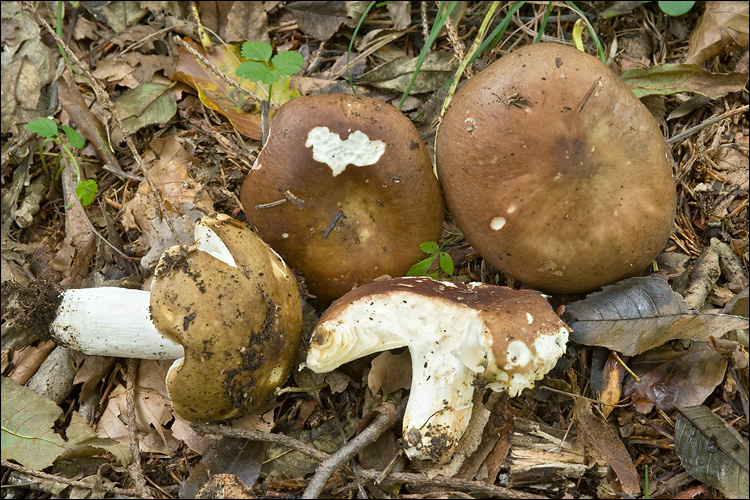
Russula.mustelina
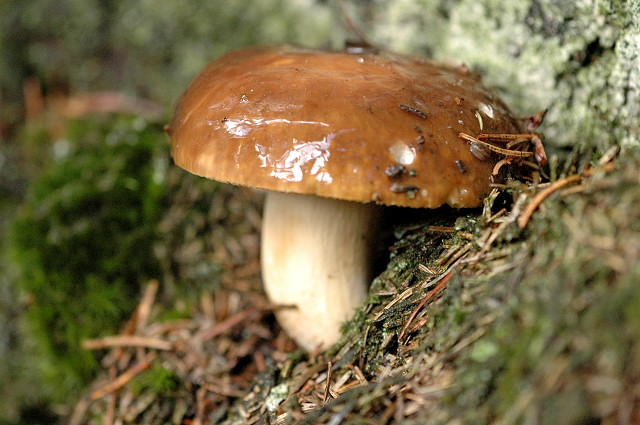
Russula.mustelina

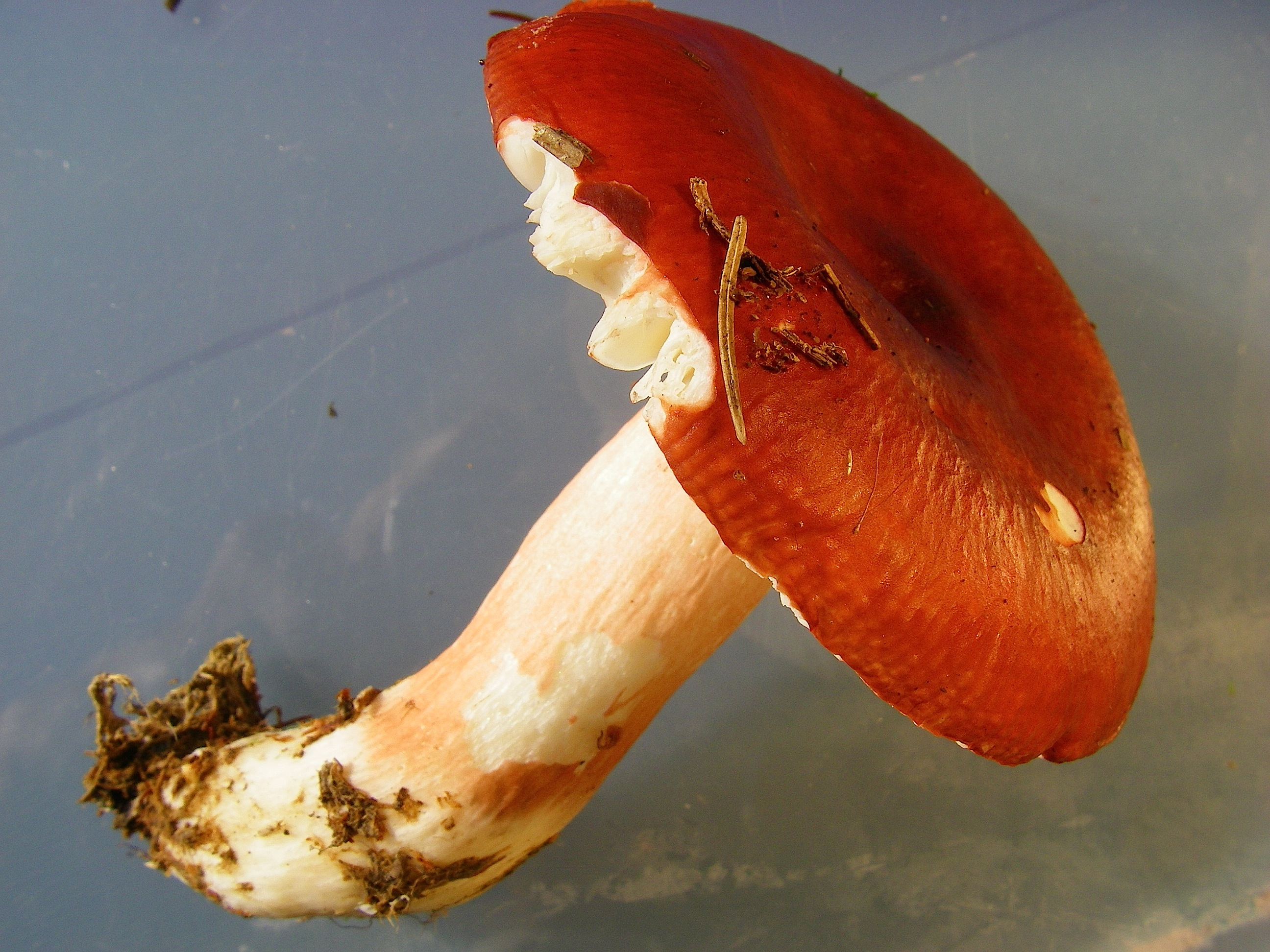
Russula paludosa
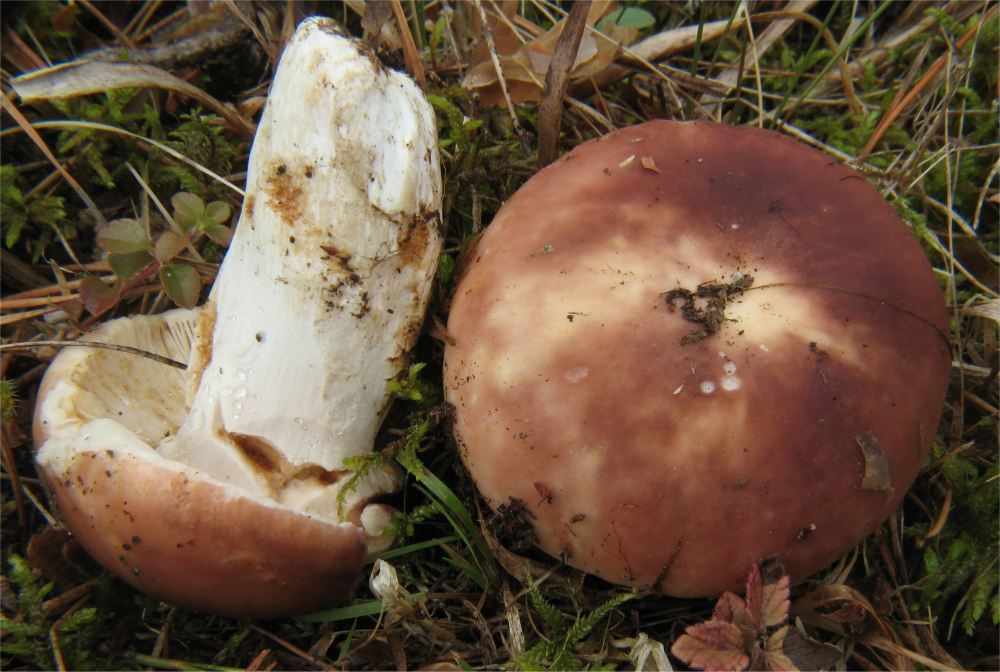
Russula vesca
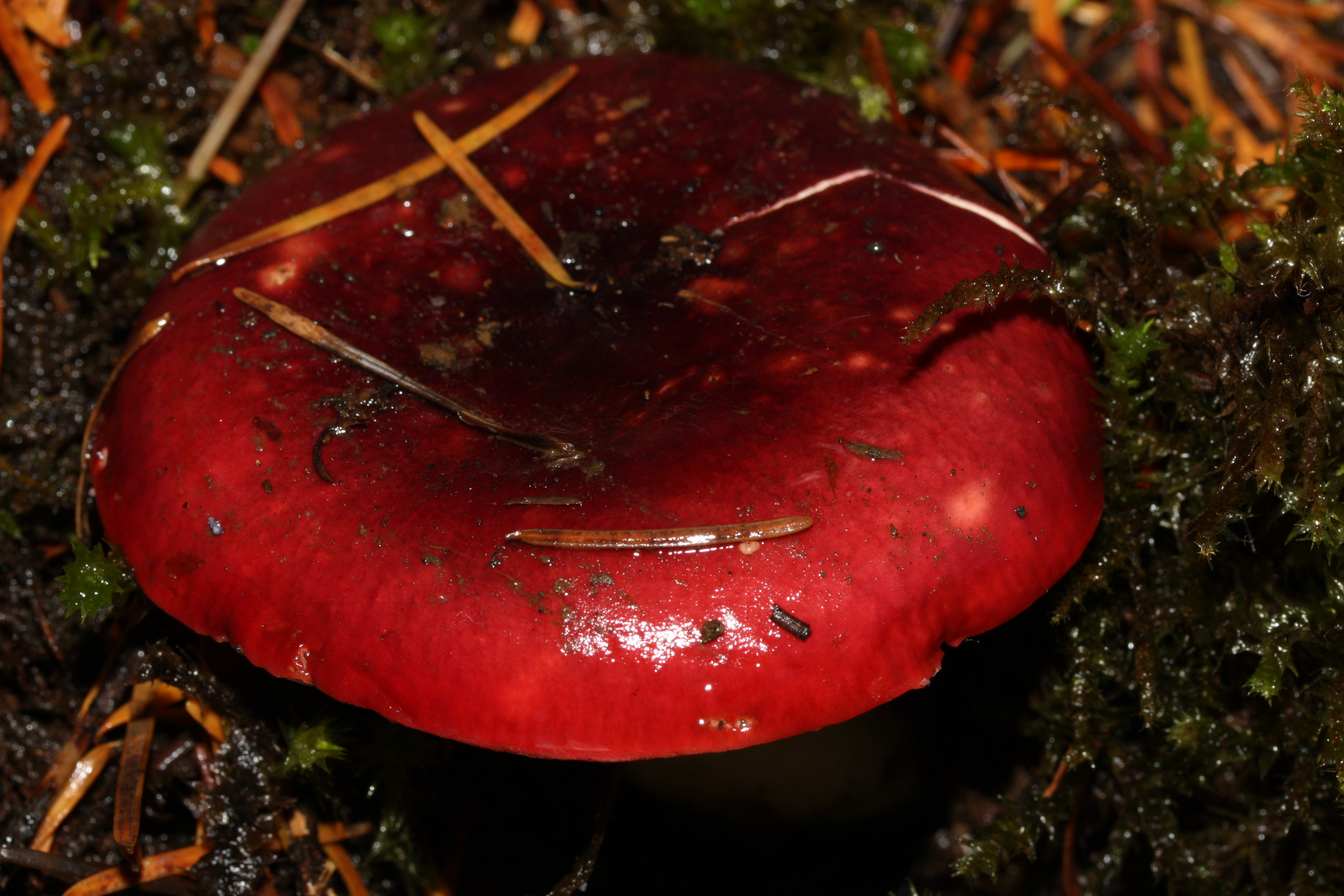
Russula xerampelina
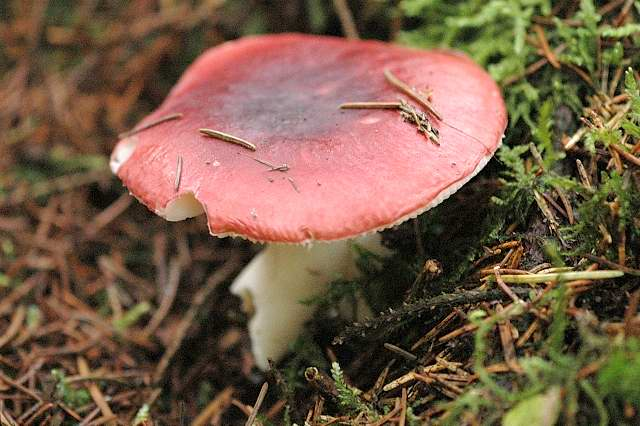
!Russula.badia!
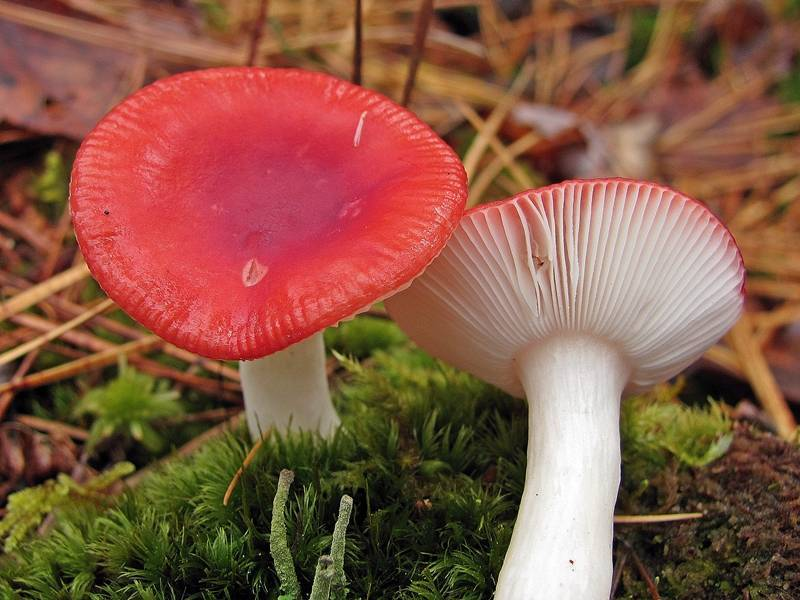
!!Russula emetica!!

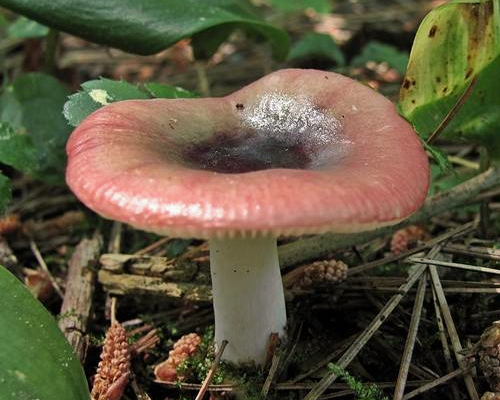
!!Russula fragilis!!
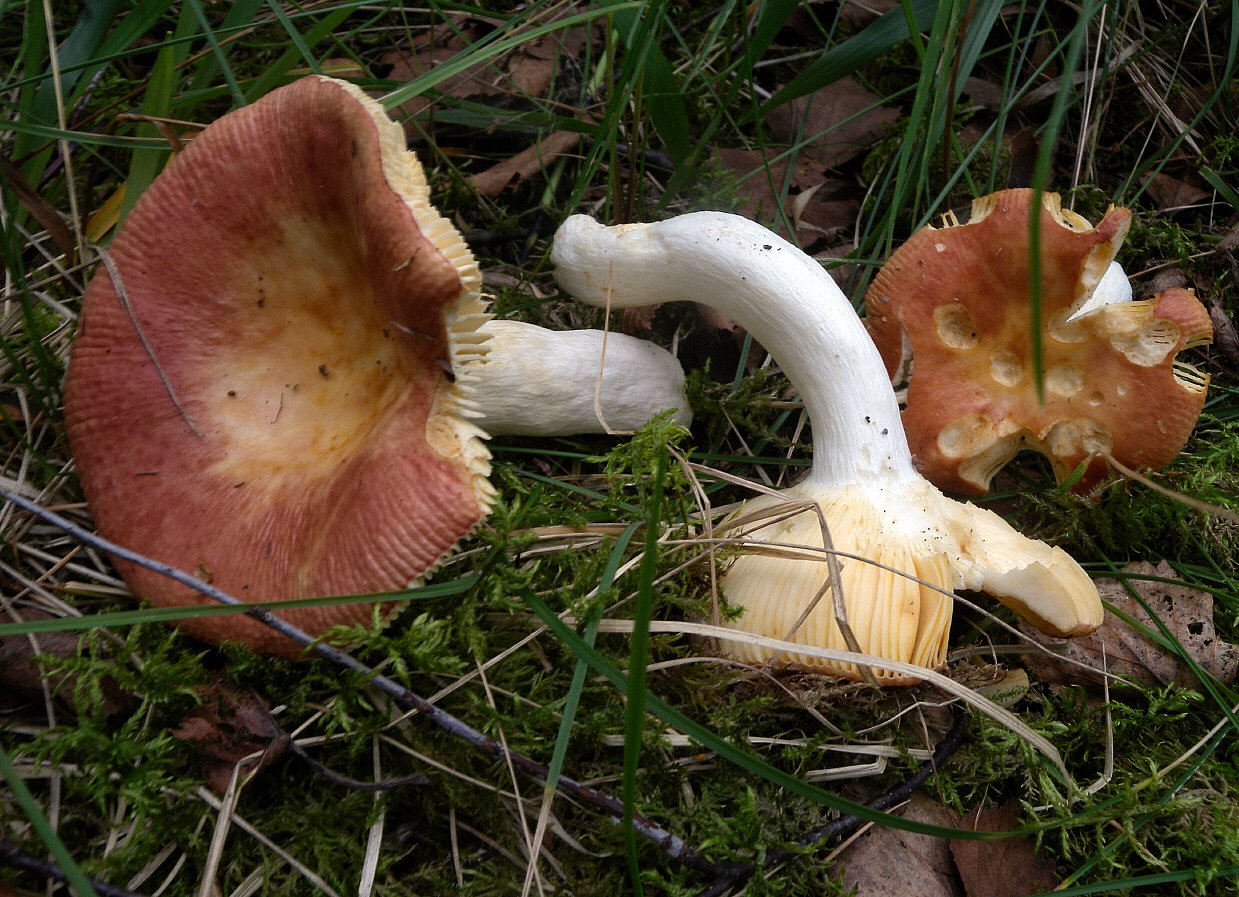
!Russula mesospora!
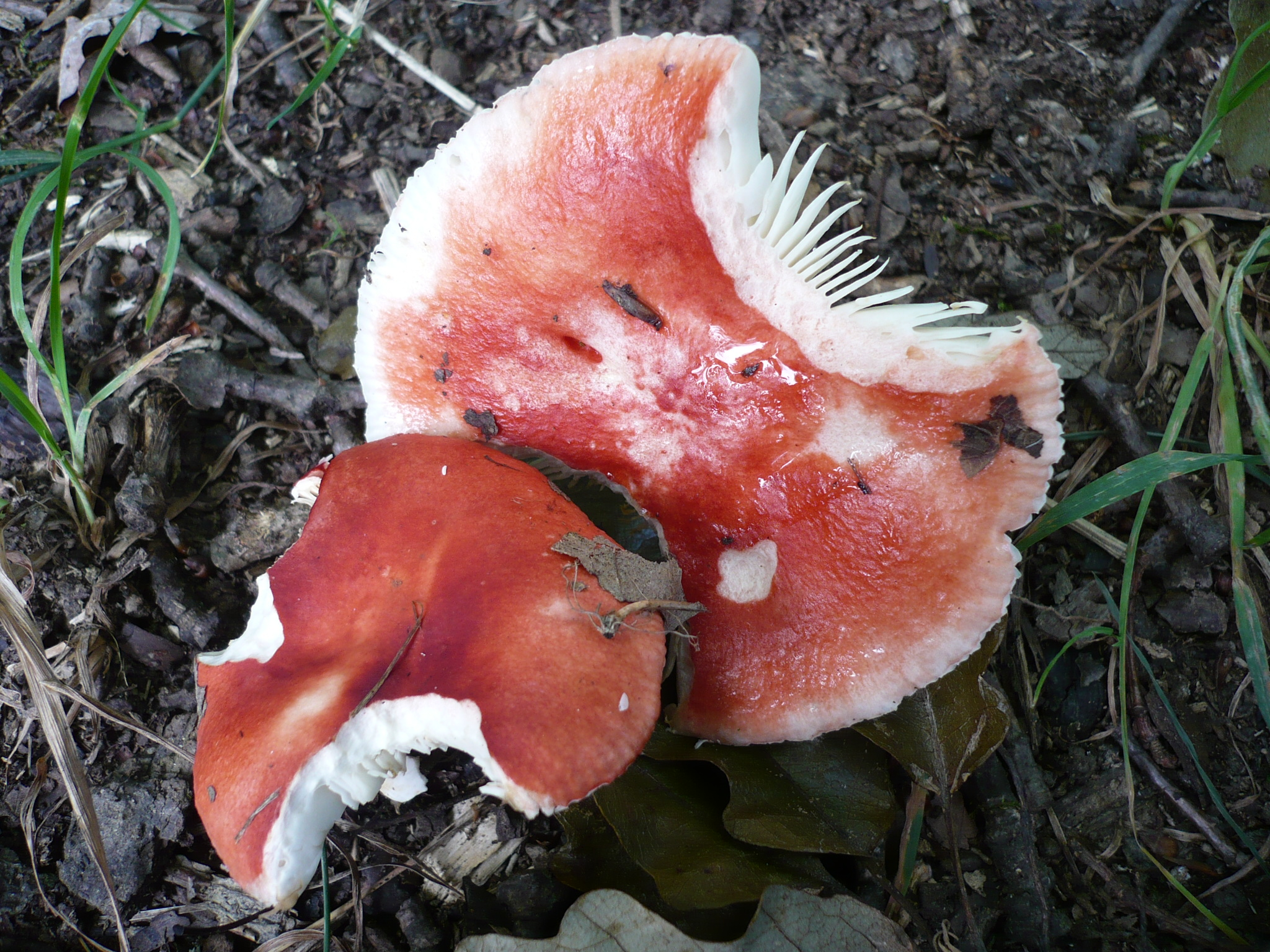
!Russula luteotacta!
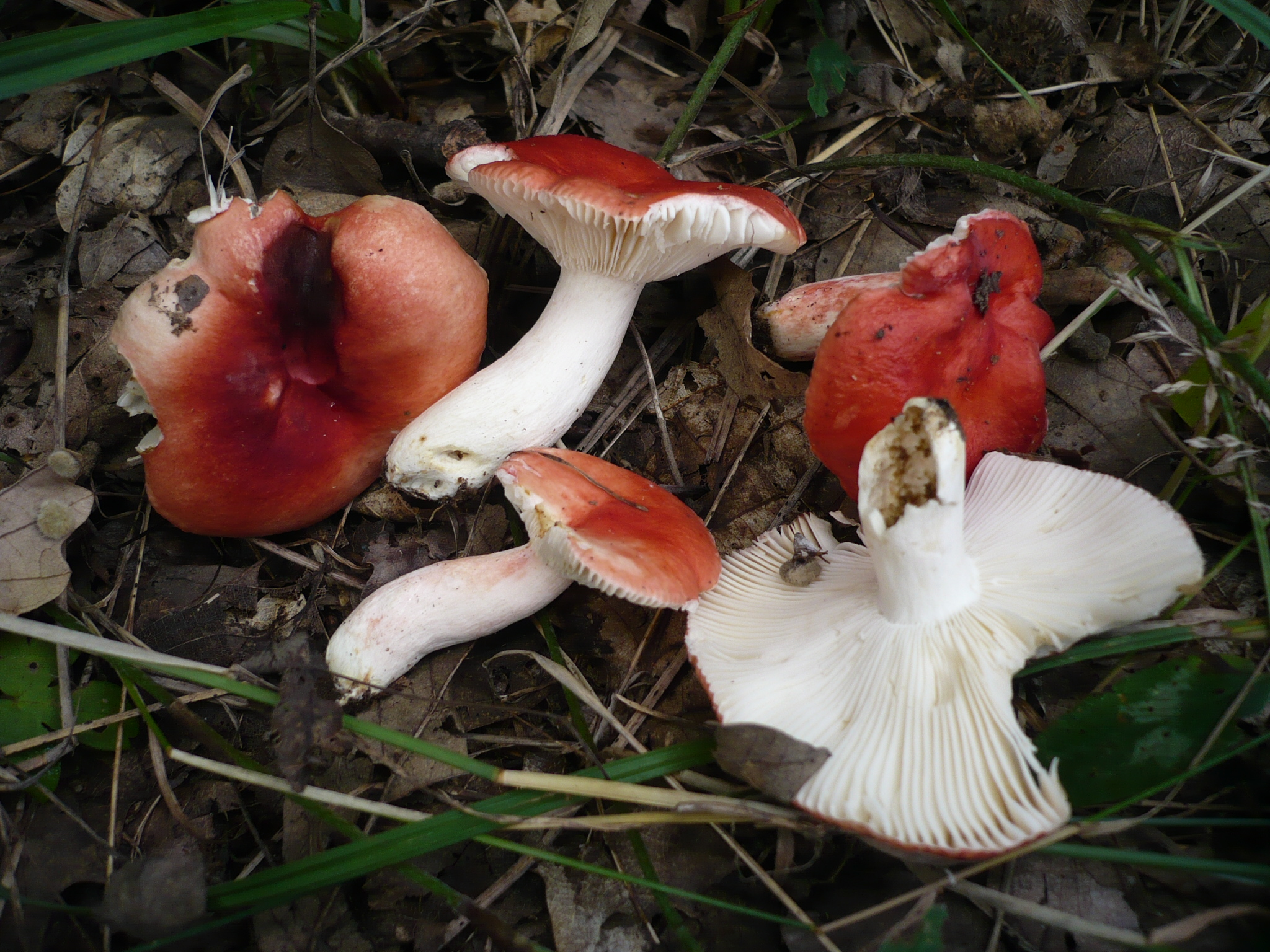
!Russula persicina!
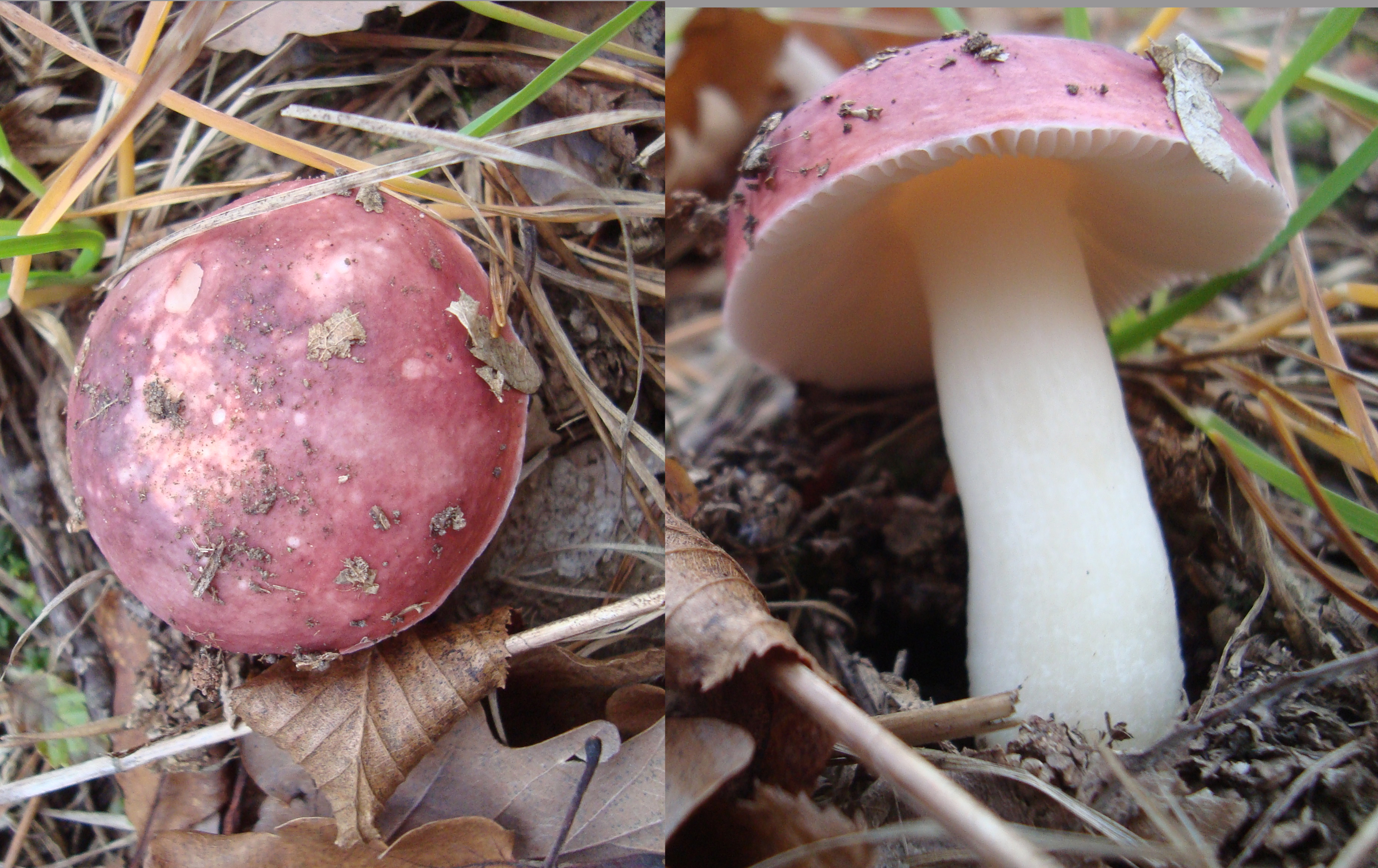
!Russula pseudointegra!

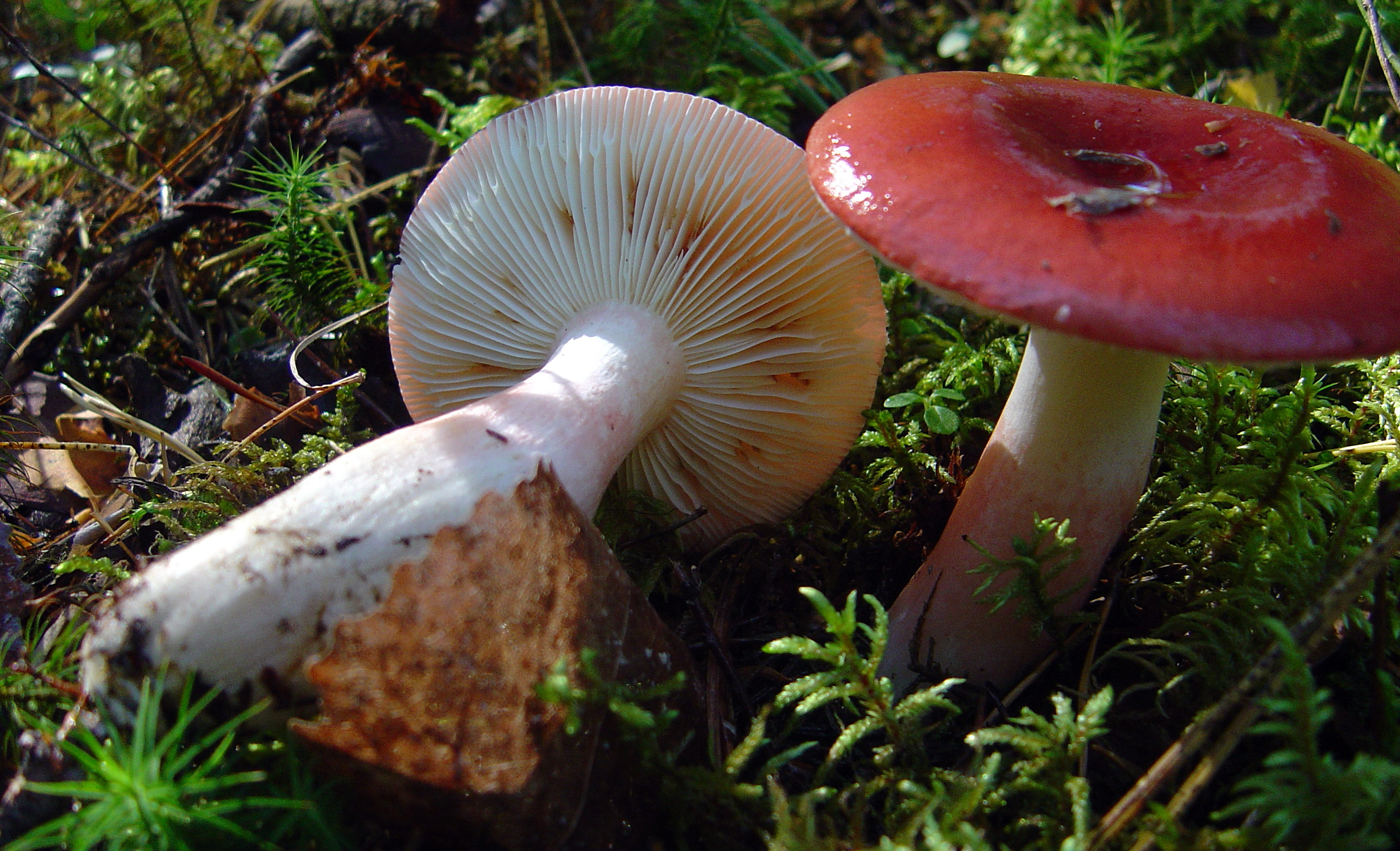
!Russula rhodopus!
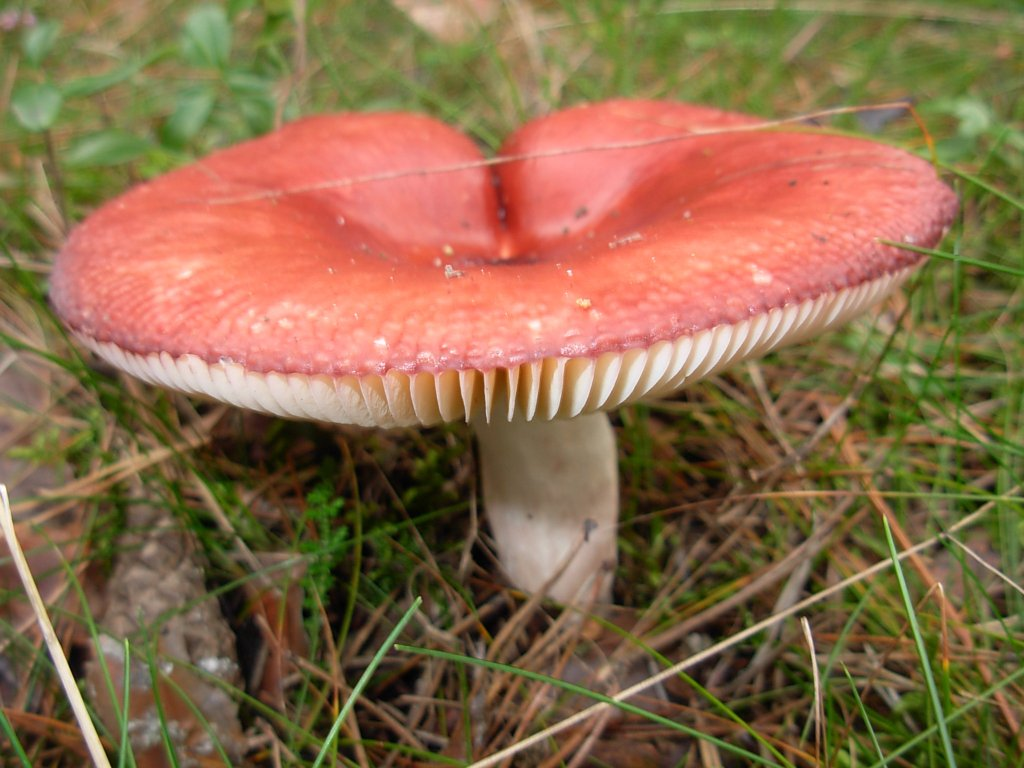
!Russula rubra!
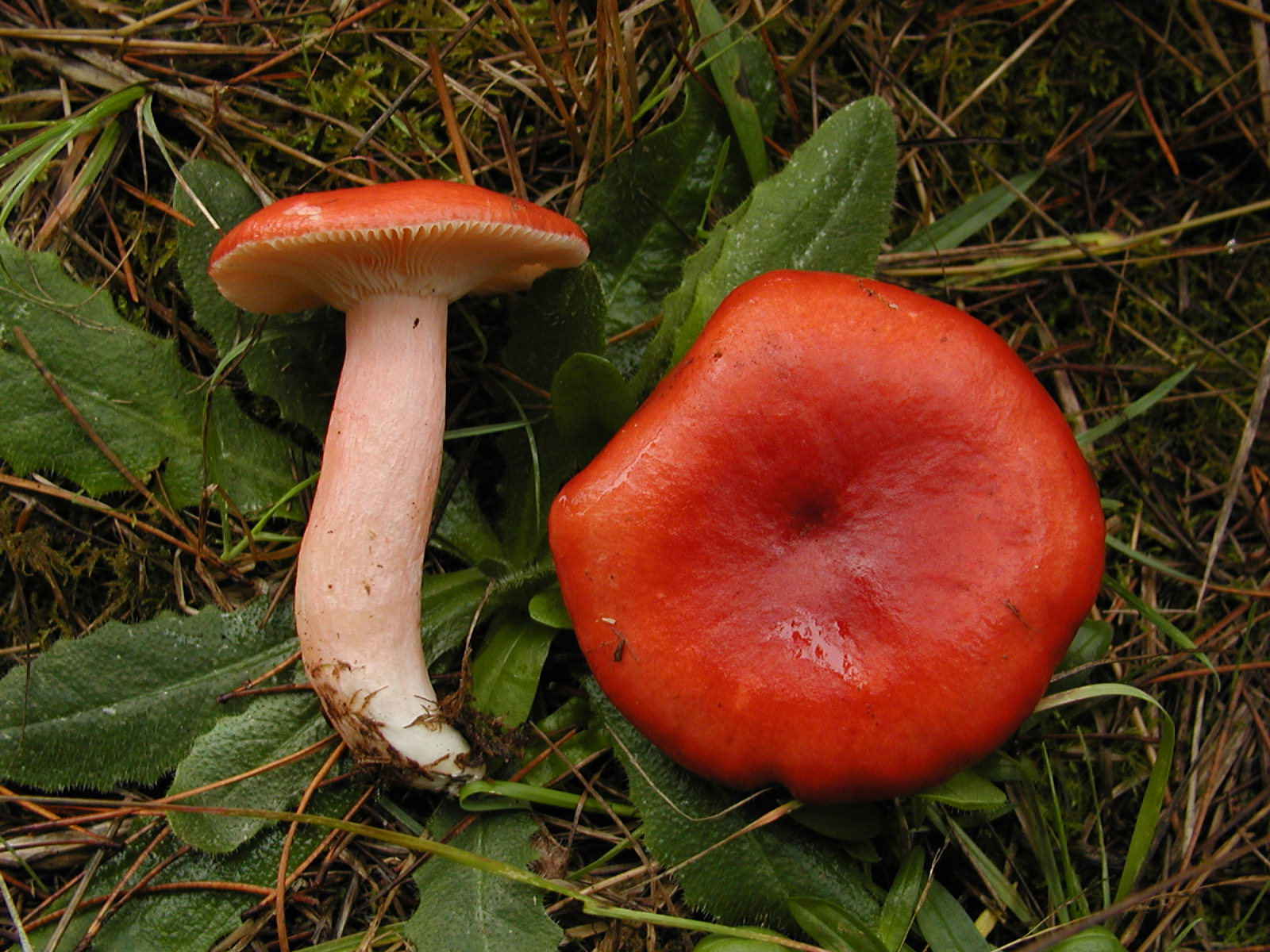
!Russula sanguinea!
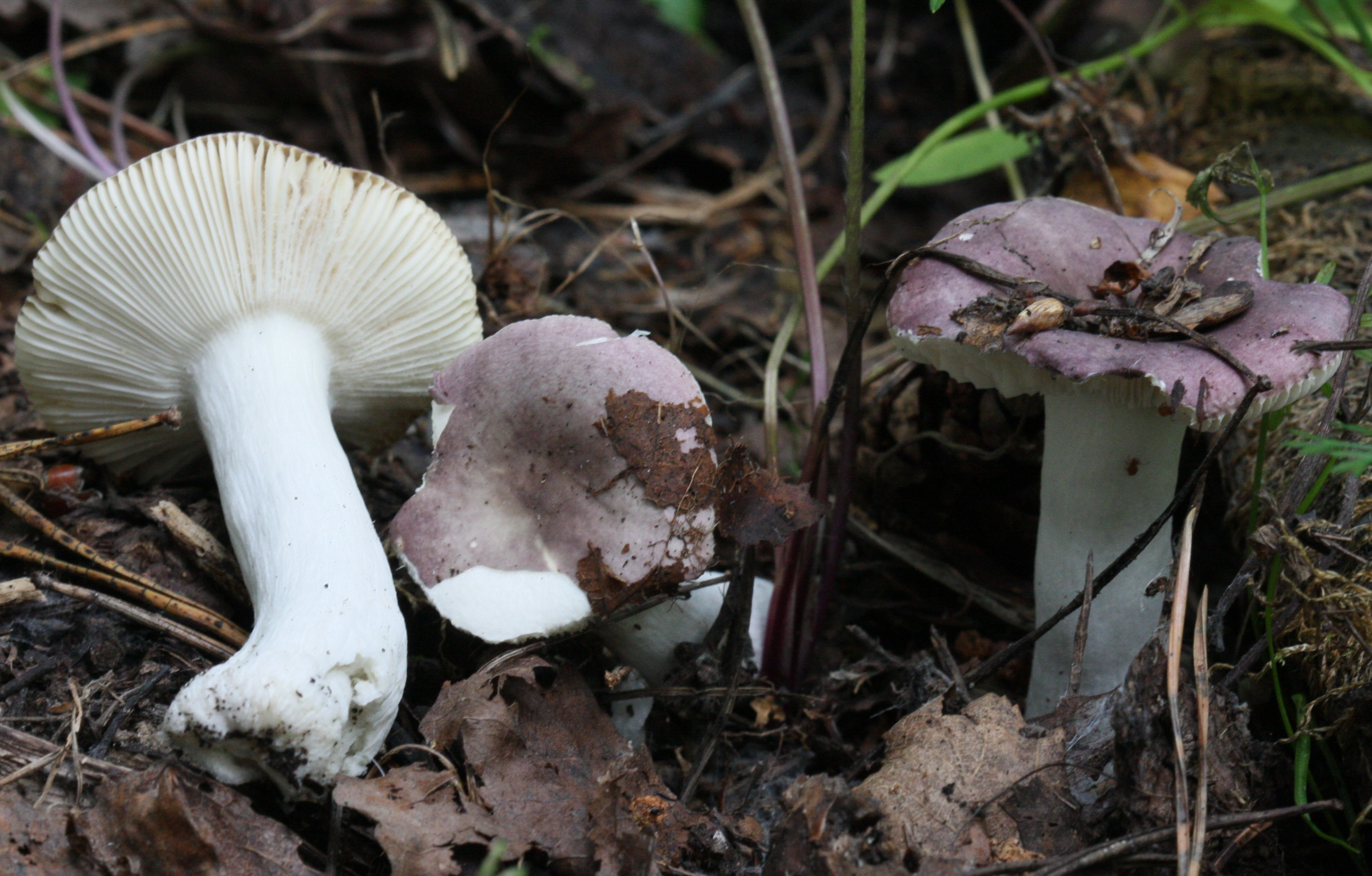
!Russula violacea!

## Valorificare
Pâinișoara oilor se găsește foarte des. Deși comestibilitatea este uneori pusă sub semnul întrebării din cauza gustului amărui și rășinos, acea este dovedită și ciuperca poate fi mâncată fără îndoială. Înafara preparării împreună cu alți bureți, de exemplu într-o ciulama, se potrivesc prăjiți cu slănină sau ca papricaș de ciuperci iute cu ardei roșii serviți cu mămăligă. Nu culegeți bureții acestui soi care se dezvoltă sub pini. Ei sunt rășinoși.